# Huy chương

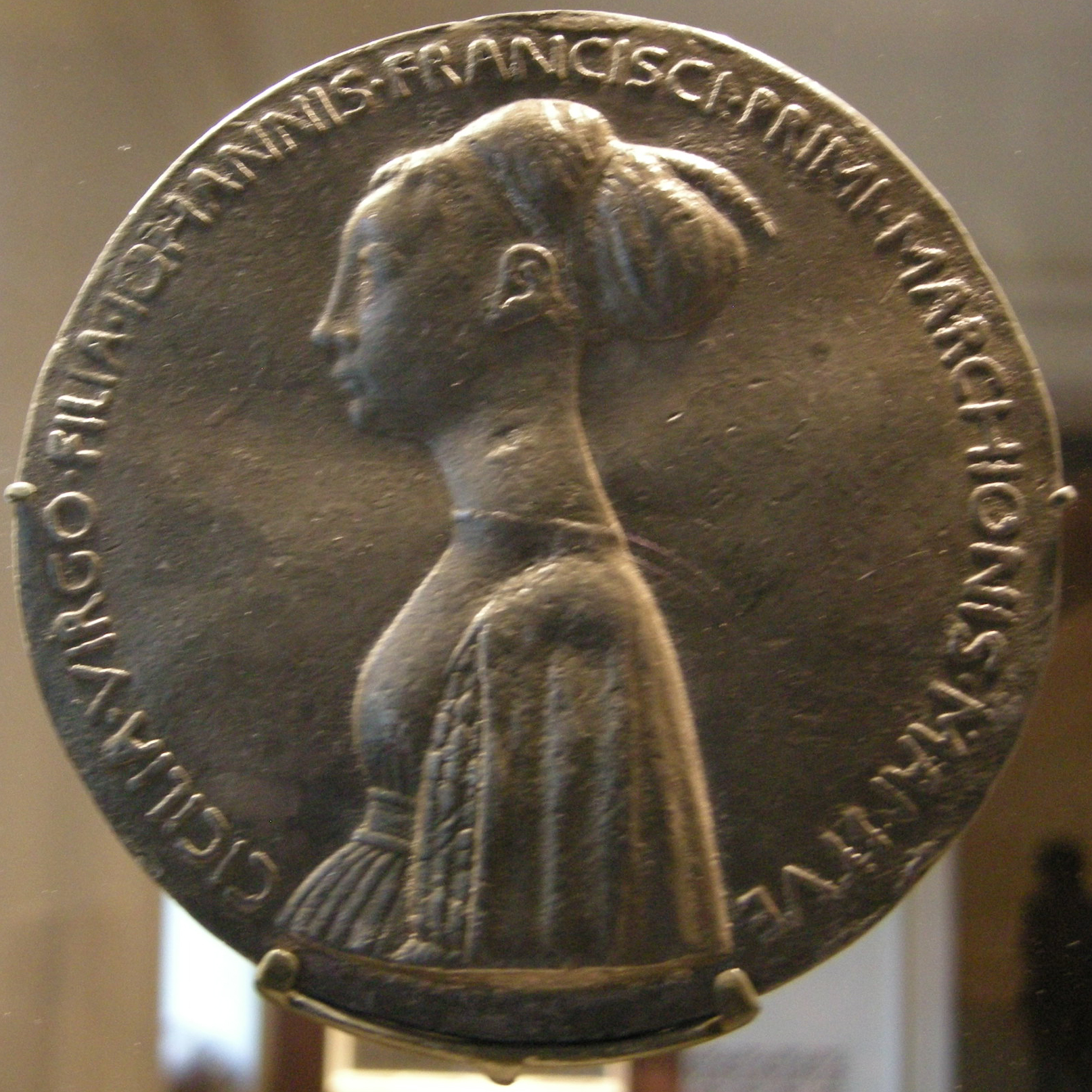
Mặt chính của huy chương được nhà Cecilia Gonzaga tặng cho các đồng minh chính trị, một thực tế phổ biến ở thời Phục hưng Châu Âu. Được Pisanello thiết kế năm 1447.

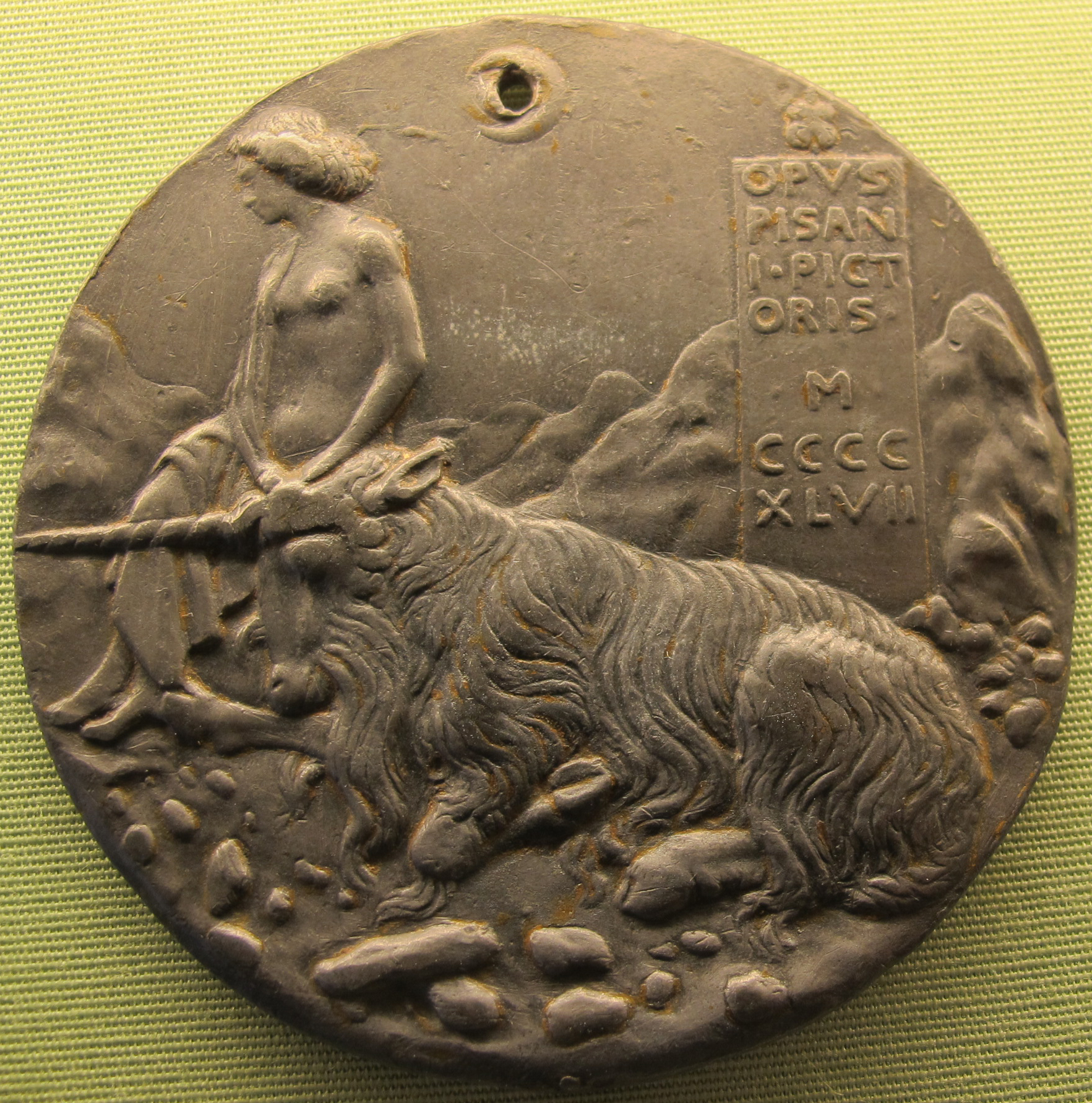
Mặt trái của huy chương trên, bản sao này có một lỗ treo bổ sung sau này (đặt trong hình mặt trăng lưỡi liềm).

Huy chương hay huân chương là một tấm kim loại nhỏ, phẳng và tròn (đôi khi có hình oval) được điêu khắc, đúc, tôi, chạm một phù hiệu, chân dung, hoặc hình nghệ thuật khác. Một huy chương có thể được trao cho một người hoặc một tổ chức như một hình thức công nhận cho thành tựu về thể thao, quân sự, khoa học, học tập, v.v... Các giải thưởng và ghi nhận công lao quân sự là những thuật ngữ chính xác hơn cho một số loại huân huy chương của nhà nước. Huy chương cũng có thể được tạo ra để bán để kỷ niệm cho một cá nhân cụ thể hoặc sự kiện nào đó, hoặc như những tác phẩm nghệ thuật riêng biệt. Trong quá khứ huy chương được tặng cho một cá nhân như một món quà mang tính ngoại giao hoặc cá nhân, được chạm khắc với chân dung của người nhận. Huy chương kiểu này không phải là một giải thưởng cho các thành tựu của người nhận nó.

## Sách tham khảo
- Osborne, Harold (ed), The Oxford Companion to the Decorative Arts, 1975, OUP, ISBN 0-19-866113-4
- Stephen K. Scher, et al. "Medal." In Grove Art Online. Oxford Art Online, Subscription required, (accessed ngày 28 tháng 7 năm 2010).
- Weiss, B. "Collection of Historical and Commemorative Medals".